# Frankenhain
Frankenhain é uma vila e antigo município da Alemanha localizado no distrito de Ilm-Kreis, estado da Turíngia.  Pertencia ao Verwaltungsgemeinschaft de Oberes Geratal. Desde 1 de janeiro de 2019, forma parte do município de Geratal.